# Self/less
Self/less (Outro/Eu (título em Portugal) ou Sem Retorno (título no Brasil)) é um filme estadunidense de ficção científica e suspense, dirigido por Tarsem Singh e escrito por David e Alex Pastor. O filme é estrelado por Ryan Reynolds, Natalie Martinez, Matthew Goode, Ben Kingsley, Victor Garber e Derek Luke. Foi lançado em 10 de julho de 2015 nos Estados Unidos, 23 de julho e 20 de agosto do mesmo ano no Brasil e em Portugal, respectivamente.

## Enredo
Damian Hale (Ben Kingsley), um magnata bilionário e portador de um câncer terminal, se submete a um procedimento médico radical que transfere a sua consciência para um corpo mais jovem e saudável (Ryan Reynolds), mas logo descobre que nem o processo, nem a empresa que o executou são o que parecem.

## Elenco
- Ryan Reynolds como Damian Hale (Jovem)
- Ben Kingsley como Damian Hale
- Matthew Goode como Professor Albright
- Michelle Dockery como Claire Hale
- Natalie Martinez como Madeline "Maddie" Bitwell
- Victor Garber como Martin O'Neill
- Derek Luke como Anton
  - Brendan McCarthy como Anton #2
- Jaynee-Lynne Kinchen como Anna Bitwell
- Melora Hardin como Judy O'Neill
- Thomas Francis Murphy como Dr. Jensen
- Sandra Ellis Lafferty como Phyllis Jensen
- Sam Page como Carl
- Emily Tremaine como Mallory
- Mariana Vicente como Leah
- Teri Wyble como Andrea
- Dylan Lowe como Tony O'Neill

## Produção

### Desenvolvimento
Endgame Entertainment e FilmDistrict financiaram o filme e rapidamente iniciaram seu desenvolvimento após o sucesso de seu filme anterior Looper. A FilmDistrict foi a companhia encarregada da distribuição do filme nos Estados Unidos, mas fechou as portas e foi absorvida pela Focus Features uma subsidiária da Universal.

### Filmagens
As filmagens principais começaram no dia 23 de outubro de 2013 em Nova Orleans, no estado da Louisiana.

## Trilha Sonora
Em 30 de setembro de 2014, Antônio Pinto e Dudu Aram foram contratados para compor as músicas do filme.

## Recepção

### Bilheteria
Self/less arrecadou US$ 12,279,691 milhões na América do Norte e US$ 18,243,535 milhões em outros países, com uma arrecadação total de US$ 30,523,226 milhões, contra um orçamento de US$ 26 milhões.
O filme estreou na América do Norte em 10 de Julho de 2015, em 2.353 cinemas, arrecadando US$ 5,4 milhões em sua semana de estréia e ocupando o oitavo lugar entre as bilheterias domésticas.

### Crítica
O filme não foi bem recebido pela crítica. Teve uma taxa de aprovação de 19% no site da Rotten Tomatoes, com base em 129 comentários com uma classificação média de 4.5/10, afirmando que "Self/less possui uma premissa cheia de potencial, mas faz frustrantemente pouco com ela, se conformando com uma ação sem brilho às custas de idéias interessantes." No site Metacritic, tem uma pontuação de 34 em 100, baseado em 30 críticas, indicando "comentários geralmente desfavoráveis". Nas enquetes do site CinemaScore, o público deu à Self/less uma média de "B+" em uma escala que vai de F à A+. O portal IGN atribuiu-lhe uma pontuação de 5,0 dos 10 possíveis, o classificando como "Medíocre", e dizendo que "Para alguém com grande domínio visual do meio, [esse trabalho] mais recente de Singh é uma decepção."